# 규암면의 역사
충청남도 부여군 구룡면은 백제의 고도 사비성이 접하여 있는 백마강의 건너편 지역으로 삼국시대부터 역사적인 기록이 전해져 내려오고 있다.

## 선사시대
규암면의 인근에 신선기 시대의 유물이 발견된 것으로 보아 선사시대부터 인류가 거주했던 것으로 추정할 수 있으나 고고학적 자료가 확인되지는 않았다.

## 삼국시대
삼국시대에는 백제의 사비군에 속했으며, 통일신라시대에는 부여군에 속했다. 백제가 부여로 천도하기 전에 정주자들이 있었으며 천도 후에는 사비성의 외곽성이 규암면내에 축조되었다.
규암은 엿바위라는 뜻인데, 당나라 소정방이 부여를 침공할 때 바위 뒤에 숨어서 적정을 엿보던 병사가 사비성에 소식을 알렸다는 일화가 있다.
백제가 멸망한 후에 규암면내에 있던 왕흥사 잠성에서 백제부흥군과 신라군이 접전을 하여 백제군 700여명이 참수되었다고 삼국사기에 기록되어 있다. 구전에 따르면 왕흥사의 뒤편에 있던 울성산성에서 전투가 벌어졌으며 백제군이 모두 전사했다고 전해진다.
백제멸망 후에는 사비성을 빠져나온 사람들이 정착하여 큰 마을이 형성되었으며 현재의 부여두리 부근에는 백제왕족이 정착했다는 구전이 있다.

## 고려시대
규암면의 중심을 이루고 있는 규암리는 고려시대에 형성된 마을로 추정되며 진주강씨와 청주한씨가 오랫동안 거주해 왔다고 전해진다.

## 조선시대

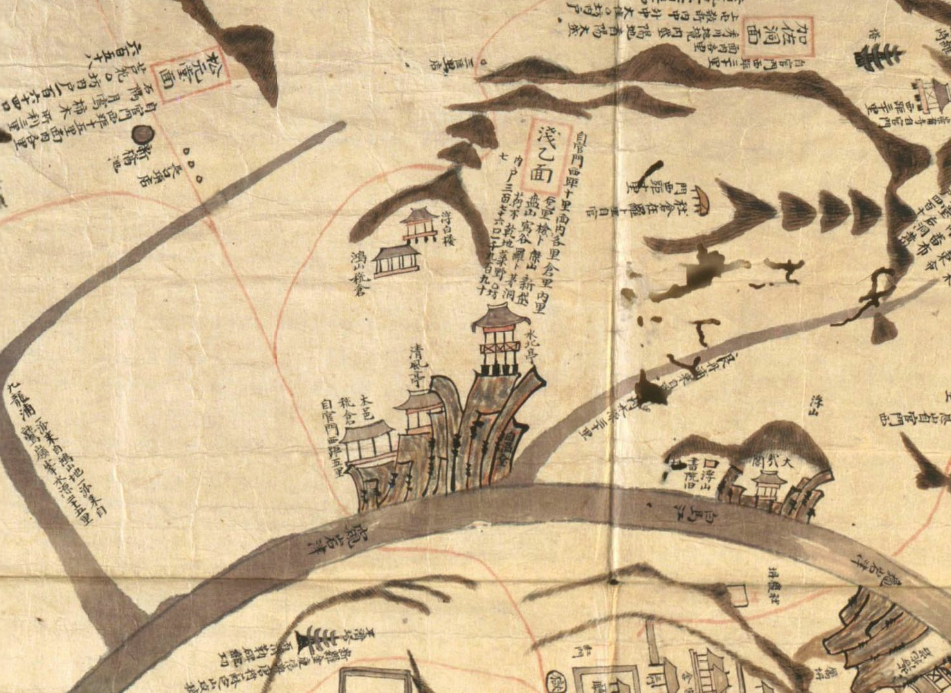
해방전에는 천을면으로 불렸다

규암은 백마강을 사이에 두고 부여와 맞닿아 있는데 규암나루는 금강을 건너 부여로 들어가는 중요한 교통로였다. 조선 후기 오일장이 크게 번성하면서 홍산장, 은산장, 강경장 등 저산팔읍의 장시 유통망이 규암나루를 통하여 내륙으로 들어갈 수 있었다. 나루터 주변에 오일장과 상설시장이 형성되어 부여의 물산이 집결되는 중심지 역할을 하였다. 규암나루는 충청도의 중심지 공주목에 이르는 금강 수로의 중요한 지점이었으며 강경을 거쳐 한양으로 통하는 지름길이었다. 강 서쪽에는 내산, 은산, 홍산, 외산, 보령, 청양이 있으며 강의 동쪽에는 부여, 논산, 공주가 자리하고 있다.
조선 후기에 부여현의 물류를 보관했던 해창과 홍산창이 규암리 자온대 옆에 위치했었다고 전해진다.
인조방정 때 김흥국이 수북정을 세우고 은거한 17세기 후반 이후 순천김씨가 규암리에 세거하게 되었는데 지금도 규암리와 인근한 내리, 외리 등에 살고 있으며, 규암리에 가장 많은 씨족은 김해김씨는 19세기 초중엽에 들어온 것으로 추정되는데 면장, 도의원 등의 배출하였다. 영순태씨도 일제강점기 이후로 유력해졌으며 초대 면의원과 군의원을 배출하였다. 규암리에서 8대째 세거하고 있는 양천최씨는 구한말 조운선의 운영을 맡아 부를 쌓은 씨족으로 순천김씨와 함께 지역의 주요 씨족이었으나 현재는 대부분 외지에 나가 살고 있다.

## 일제강점기

### 규암나루
규암나루는 두 곳에 있었는데 자온대 바로 밑에는 나룻배가 운행을 하였고, 그 하류에는 강경을 왕래하는 돌배(수백 톤급의 동력선)과 상선이 사용하는 나루가 있었다. 일제강점기에 신작로가 뚫리면서 버스와 차량을 실어나르는 넓적배가 운행되었다. 또한 일제강점기에는 나무배 수십 척을 연결한 배다리를 놓아서 평소에는 사람과 우마가 통행을 했으며, 홍수로 유실된 후에는 나무다리 및 철선을 연결한 철배다리를 놓아 도강을 하기도 했다.
해방을 전후해서는 규암리의 장이 부여읍내의 장과 비교조차 할 수 없을 만큼 그 규모가 켰다고 한다. 규암 오일장은 3일과 8일에 열렸으며 쇠전, 모시전, 포목전, 싸전, 어물전이 주축을 이루었다고 한다. 한때 군산과 강경을 잇는 정기여객선이 규암나루까지 연장 운행되었다고 하며, 만조 때에는 바다의 물이 거슬러 올라와서 사리 때에 새우젓과 소금을 실은 큰 상선이 조수를 따라 거슬러 올라와 나루터에 정박한 채 곡식을 사가지고 내려갔다.

### 일본인의 진출
일제강점기에 식민지 수탈을 위한 거점이었던 규암나루로 인하여 규암리는 부여의 행정, 교육, 상업, 문화의 중심지로 부각되어 마을 내에 우체국, 면사무소, 주제소, 소학교, 보통학교, 야학, 교회 등의 주요시설이 개설되었다. 또한 동양척식회사 부여지소도 규암리에 위치하였다. 또한 일본인이 운영하는 정미소가 있어 척식회사와 부여지역에서 강제로 공출된 벼를 도정하여 장항을 거쳐 일본으로 수송하였다. 일본인 아동을 위한 공립심상소학교가 부여 최초로 규암리에 설립되었다. 1907년에 설립된 심상소학교는 1932년 당시 2개 학급, 3인의 교원, 36명의 학생이 있었다. 또한 일제초기에 개발된 구봉광산과 중천광산이 주변에 있어서 일본 광산업자가 진출하였다.

### 근대학교 설립
1908년 5월에 권중석이 보통학교를 설립하였다. 교원은 4명, 학생은 40명이었다. 현재의 규암초등학교가 된 규암공립보통학교는 1922년 2월의 개정 교육령에 따라 기성회 조직을 꾸려 설립을 준비하여 1931년에 개교되었다.

### 기독교의 전래
규암리에 소재한 규암성결교회는 충청남도 성결교회의 발상지로 의왕 이강의 처남인 김성기가 낙향한 후 1912년 봄에 설립하였다. 이해 10월에 동양선교회 토마스 선교사가 서울에서 강경을 통해 방문하였고, 이듬해 규암전도관의 문을 열었다. 1920년 9월 충남지역에서 처음으로 충청지방회가 규암전도관에서 개최되었다. 1940년 선교사의 본국 철수 후 위기를 맞아 1943년 5월에는 규암성결교회 신도 수명이 신사참배거부로 연행되었다. 9월에는 예배를 중지당하고 건물을 마을 공회당으로 빼앗겼다.

### 독립운동
규암면에서도 삼일운동의 활발하게 전개되었는데, 3월 2일 김태호가 천도교구에서 이범인에게 독립선언서를 전달하였다. 3월 6일에는 은산과 임천에서 천도교도들이 조직적인 시위를 시작하자 3월 7일 부여읍민들이 규암나루터에 모여서 읍내로 만세 시위 행진을 하는 사건이 발생했다. 일제 헌병은 만세를 주도한 부여천도교구장 김태현을 체포하였다. 성난 군중은 이에 굴하지 않고 고란사 방향으로 시위를 계속하였고 기독교도들은 규암리로 진출하여 만세시위를 벌였다.
이날 만세시위로 인하여 김백손이 체포되어 고문을 당하였고, 그는 이후 만주로 망명하여 고향의 김형제, 노재철, 이창호, 이종호, 김좌진 장군 등과 함께 군자금 모금활동을 하였다.  김백손이 친일부호들로 6천원의 독립자금을 빼앗아 국경을 넘다가 체포되었는데, 이 일로 김좌진 장군이 이종호의 집에 숨기도 하였다. 이 일로 김형제와 이창호는 옥고를 치루었고 귀향 후 후유증으로 사망하였다.
외리의 이순용은 만주로 망명하여 독립운동을 하였고, 동생 이문영은 형의 소식을 듣고 300마지기의 전답과 창고 정미소를 매각하여 독립군자금으로 송금하였다.

### 농민운동
1931년 6월 부여에서 농민조합이 창설되었다. 일경의 강력한 탄압으로 8월 바로 해체되었으나 부여지역의 사회주의 활동가들은 1933년 공산주의자협의회를 건설하고 홍산면, 규암면, 부여면, 장암면 등에 각각 세포조직을 만들어 활동하였다. 이들은 야학을 개설하고 연극을 공연하는 등 농민의식을 계발하는 운동을 전개하였다. 그러나 1935년 비밀결사가 발각되어 유기섭을 비롯한 주동자들이 체포되어 징역 3년 등 실형을 선고받았다.

## 해방후
나루터와 오일장이 번성함에 따라 규암리는 1945년 이전에도 가구수가 200호가 넘는 큰 마을이었다. 이는 부여군에 속한 리 중에서 가장 큰 규모였다.
규암은 미군정기 진보진영의 중심지로 부여지역의 부여군 인민위원회, 부여 청년동맹, 부여군농민조합이 자리잡고 있었다. 부여군 건국준비위원회와 인민위원회는 전국적인 조직망을 가지고 있었으며 이 조직을 지도한 인물은 이호철, 강성구, 오기영, 전영철이었다. 부여군 인민위원회는 19454년 11월 20일 경성에서 열린 전국인민대표자대회에 송의순, 조영구, 이호철을 파견하였다. 인민위원회의 위원장으로 일제 말기 면장을 역임했던 강진구도 일한 것으로 보아 좌익들만의 단체는 아니었다고 추정된다. 전영철과 오기영은 좌우합작운동에 적극적이었다고 하는 증언을 보아 상당한 수준의 좌우대립이 있었음을 보여준다.
해방후 부여읍의 상설시장이 활성화되며 기존의 오일장은 쇠퇴하기 시작하였다.

## 한국전쟁
한국전쟁이 발발하자 금강 유역에 위치한 규암리에는 1950년 7월 30리 밖으로 피신하라는 대피령이 떨어져 외산면, 충화면 등에서 피난살이를 하였다. 미군은 인민군의 도강을 저지하기 위하여 규암나루의 철다리에 기관포를 쏘아 폐기시켰다. 당시 남쪽의 군경은 남하 직전에 진보 진영의 활동가들을 검거하기 위하여 대대적인 예비검속을 실시하여 일부 활동가가 고란사에서 총살을 당하고 그 시신은 백마강에 던져졌다. 규암리 주민 가운데 부여 청년동맹의 부위원장으로 활동하였던 이민기 등 2인이 목숨을 잃었다.
인민군의 치하에 있을 때에는 장암면 장하리 장정마을 출신의 강성구가 인민위원회의 위원장을 맡아 소위 '인민공화국'이 시작되었다. 규암나루에는 철배 대신 전봇대를 잘라서 만든 뗏목다리가 설치되었다. 규암면에서는 다른 지역과는 달리 대규모의 살상은 일어나지 않았다. 그러나 낮에는 제공권을 장악한 미공군의 오폭으로 민가의 지붕에 구멍이 뚫리기도 하고, 길 위의 인민군 지프차에 기총소사한 탄환의 유탄에 세 살바기 아이가 맞아 사망하는 사건이 발생하였다. 인천상륙작전으로 서울이 수복되자 짧은 인공시절은 막을 내렸다. 인민군에 체포되어 부여경찰서 유치장에 갇혀있던 우익계 정치범들과 방위군 부역자들을 인민군이 후퇴하며 경찰서 마당과 구드래 백사장에서 총살시켰다. 규암면에서는 청년들이 주축이 된 자발적인 치안유지대가 조직되어 일본인 사찰 영창사를 본부로 두고 인민군에게 노획한 칼빈 1정을 무기로 치안을 유지하였다.

## 그 이후
1968년 백제대교가 준공됨에 따라 규암나루는 역사의 뒤안길로 사라지고 오일장도 쇠퇴하게 되었다. 현재 규암나루는 낙화암-구드래나루-자온대를 운행하는 유람선이 이용하고 있다.
다시 1997년 12월 신백제교가 준공되어 구 백제대교는 무용지물이 되었다.

## 참고자료
'규암리 역사민속지 - 엿바위 자온당산 산신제, 단산제, 거리제', 강성복저, 2005년 부여 문화원 발간